# Aydon Castle (parish)
Aydon Castle var en civil parish 1866–1955 när det uppgick i Corbridge, i grevskapet Northumberland i England. Civil parish var belägen 7 km från Hexham och hade 10 invånare år 1951.